# La Nudité toute nue
Pour plus de détails, voir Fiche technique et Distribution.
La Nudité toute nue est un documentaire français réalisé par Olivier Nicklaus diffusé en 2007.

## Synopsis
Du nu performatif (strip-tease, médias, art, militance) au nu hédoniste (naturisme, yoga) voire thérapeutique ou spirituel, le documentariste Olivier Nicklaus sillonne l'Europe, de Paris à Berlin, de Londres à Amsterdam, pour rencontrer les meilleurs spécialistes de la nudité, filmés dans le plus simple appareil.

## Fiche technique
- Titre : La Nudité toute nue
- Réalisation : Olivier Nicklaus
- Scénario : Olivier Nicklaus
- Photographie : David Chizallet
- Montage : Ivan Winogradsky
- Recherche archives : Emmanuelle Nowak
- Production : Mademoiselle Agnès, David Berdah
- Pays d'origine :  France
- Genre : documentaire
- Durée : 52 minutes
- Date de diffusion : 
  -  France : 18 juillet 2007 sur Canal+

## Distribution
- Amira Casar
- Arielle Dombasle
- Amanda Lepore
- François Sagat
- Philipp Tanzer
- Tom Ford
- Louise de Ville
- Terry Richardson
- Velvet d'Amour
- Jean-Luc Nancy
- Emmanuel Pierrat
- Spencer Tunick
- Boris Charmatz
- Élisabeth Lebovici
- Philippe Colomb
- Pauline Delhomme
- Harry Boudchicha
- Noémie Ventura
- Ernesto Sarezale
- Anne-Marie Corre
- Augustin Legrand
- Vincent Bethell